# Bayerisches Verwaltungsgericht Regensburg

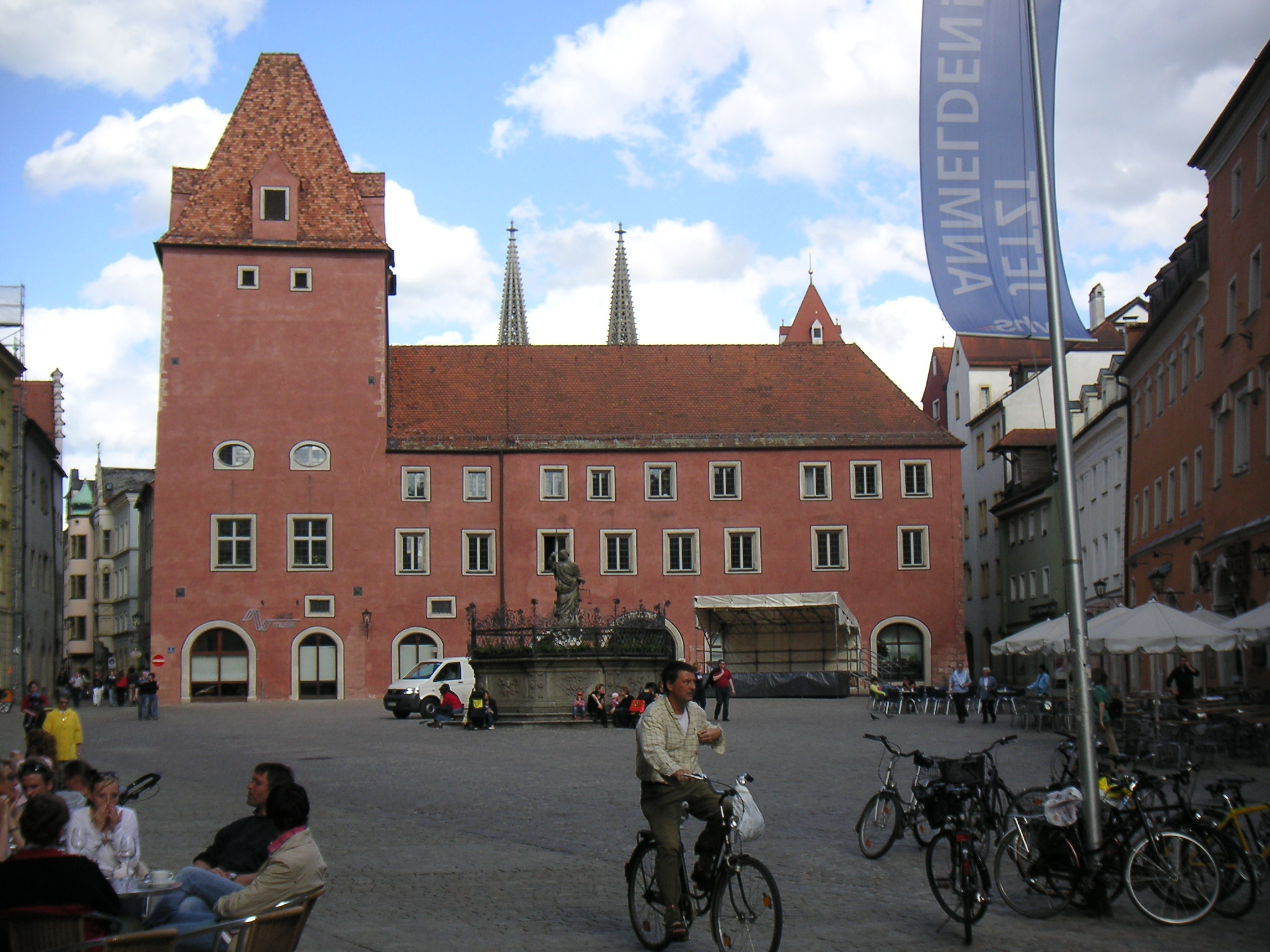
Gerichtsgebäude Neue Waag

Das Bayerische Verwaltungsgericht Regensburg ist ein Gericht der Verwaltungsgerichtsbarkeit. Es ist eines von sechs Verwaltungsgerichten (VG) im Freistaat Bayern. Am Verwaltungsgericht Regensburg sind derzeit 16 Kammern eingerichtet.

## Gerichtssitz und -bezirk

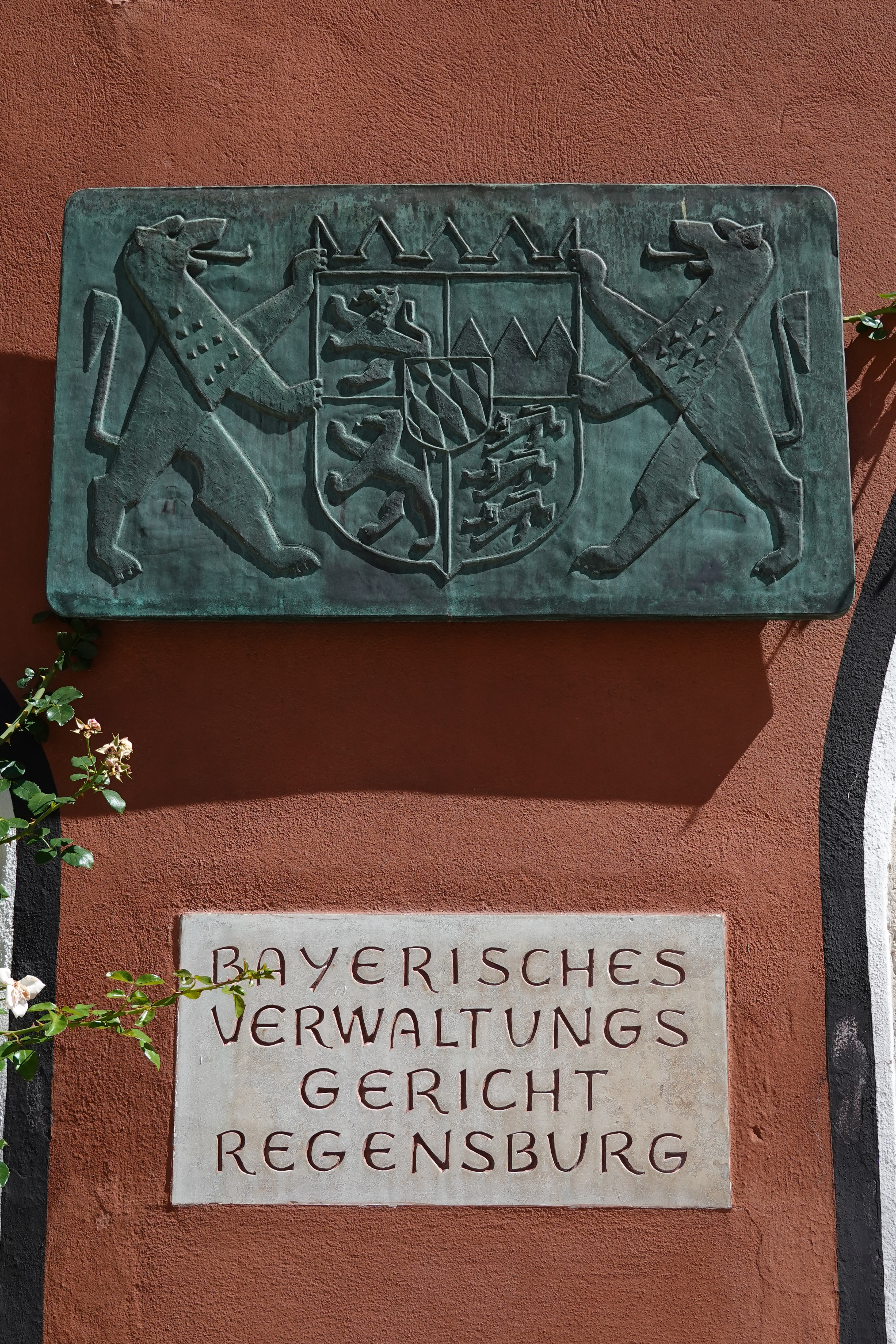

Das Verwaltungsgericht hat seinen Sitz in Regensburg. Die Regierungsbezirke Oberpfalz und Niederbayern bilden den örtlichen Zuständigkeitsbereich des Gerichts.

## Gerichtsgebäude
Das Verwaltungsgericht Regensburg befindet sich im Gebäude der ehemaligen Neuen Waag am Haidplatz 1 in Regensburg. Die Neue Waag wurde im 13. Jahrhundert als Patrizierhaus des Geschlechtes Gumbrecht erbaut, im Jahre 1441 ging das Gebäude in das Eigentum der Stadt Regensburg über und hatte anschließend verschiedene Nutzungen erfahren.
1940 erwarb der Freistaat Bayern die Baugruppe Neue Waag von der Stadt. Seit 1960 wird das Bauwerk vom Verwaltungsgericht genutzt.

## Übergeordnete Gerichte
Das dem Verwaltungsgericht Regensburg übergeordnete Gericht ist der Bayerische Verwaltungsgerichtshof. Diesem übergeordnet ist das Bundesverwaltungsgericht.

## Präsident
Dem Gericht steht seit Juli 2018 der Präsident des Verwaltungsgerichts Martin Hermann vor. Davor war Alfons Mages im Amt, der im Juli 2015 Hans Korber ablöste.